# Aurelianidae
Famille
Les Aurelianidae sont une famille d'anémones de mer de l'ordre des Actiniaria. Cette famille est considérée comme un synonyme invalide de Capneidae Gosse, 1860 par WoRMS. 

## Liste des genres
Selon ITIS :
- genre Actinoporus Duchassaing, 1850
  - Actinoporus elegans
- genre Aureliana Gosse, 1860